# Bahnhof Torino Lingotto

Der Bahnhof Torino Lingotto ist ein Fern- und Regionalbahnhof in der italienischen Stadt Turin und hinter Porta Nuova und Porta Susa der drittgrößte der Stadt. Er ist in Besitz der FS-Infrastrukturtochter RFI und wird von Zügen der Trenitalia und der Arenaways bedient.

## Lage
Der Bahnhof liegt in der Nähe des Fiat-Standortes in Turin und auch des Turiner Olympiaparkes an der Strecke zwischen Genua und Turin.

## Geschichte
In den 1960er-Jahren befand sich an der Stelle ein privater Haltepunkt für die Fiat-Angestellten, der 1980 abgebrochen wurde, nachdem anlässlich des Doppelspurausbaus der Strecke ein Bahnhof projektiert wurde. 1984 wurde der Bahnhof Lingotto dem Verkehr übergeben.

## Verkehr
Fernverkehr
In Lingotto halten InterCity- und Nachtreisezug, welche via Genua verkehren. Direktverbindungen ergeben sich nach Genua, Pisa, Livorno, Rom, Neapel und Salerno.
Regionalverkehr
Der Bahnhof Lingotto wird von den Linien 1, 2, 4, 6 und 7 der Servizio ferroviario metropolitano di Torino angefahren.
| Linie | Verlauf |
| ----- | --- |
| SFM 1 | Rivarolo – Feletto – Bosconero – San Benigno – Volpiano – Settimo – Torino Stura – Torino Rebaudengo Fossata – Torino Porta Susa – Torino Lingotto – Moncalieri – Trofarello – Chieri                                                                     |
| SFM 2 | Chivasso – Brandizzo – Settimo – Torino Stura – Torino Rebaudengo Fossata – Torino Porta Susa – Torino Lingotto – Moncalieri Sangone – Nichelino – Candiolo – None – Airasca – Piscina di Pinerolo – Pinerolo Olimpica – Pinerolo                         |
| SFM 4 | Torino Stura – Torino Rebaudengo Fossata – Torino Porta Susa – Torino Lingotto – Moncalieri – Trofarello – Villastellone – Carmagnola – Sommariva Bosco – Sanfrè – Bandito – Bra – Pocapaglia – Santa Vittoria – Monticello d’Alba – Mussotto – Alba      |
| SFM 6 | Torino Stura – Torino Rebaudengo Fossata – Torino Porta Susa – Torino Lingotto – Moncalieri – Trofarello – Cambiano-Santena – Pessione – Villanova d’Asti – San Paolo Solbrito – Villafranca-Cantarana – Baldichieri-Tigliole – San Damiano d’Asti – Asti |
| SFM 7 | Torino Stura – Torino Rebaudengo Fossata – Torino Porta Susa – Torino Lingotto – Moncalieri – Trofarello – Villastellone – Carmagnola – Racconigi – Cavallermaggiore – Savigliano – Fossano                                                               |

## Zukunft
- Die Hauptbahnhofverlagerung von Porta Nuova nach Porta Susa wird für Lingotto verkehrstechnisch keine negativen Auswirkungen haben, außer dass nun alle Züge nach Porta Susa verkehren und Porta Nuova umfahren.